# Carcelia maculata
Carcelia maculata là một loài ruồi trong họ Tachinidae.